# السويد الجديدة
السويد الجديدة (بالسويدية: Nya Sverige، باللاتينية: Nova Svecia) هي مستعمرة سويدية على طول نهر ديلاوير على منتصف المحيط الأطلسي سواحل أمريكا الشمالية بين عامي 1638 و1655. كان مركزها في فورت كريستينا الواقعة الآن في ولمنغتون بولاية ديلاوير وهي أولى المستوطنات المُقامة. إلى جانب السويديين والفنلنديين كان هنالك أعداد من المستوطنين الهولنديين. كما جاء بعض الألمان إلى مستعمرة كجنود في الجيش السويدي.
أقيمت المستوطنات على جانبي وادي ديلاوير فيما يُعرف حالياً بولايات الإقليم الأطلسي الأوسط، وشمِلت أجزاء من ولايات ديلاوير ونيو جيرسي وبنسيلفانيا. وكانت غالباً في الأماكن التي تردد عليها التجار السويديون منذ عام حوالي عام 1610.

## التاريخ
وصل نطاق السيطرة السويدية إلى أقصى حدود مداه البري على القارة الأوروبية وأصبح من أهم القوى على القارة بحلول منتصف القرن السابع عشر. فبسطت السويد في ظل حكم الملك غوستاف الثاني أدولف ومن ثم الملكة كريسينا حينها سيطرتها على إستونيا وفنلندا، فضلاً عن أجزاء أخرى تقع حالياً في ألمانيا وروسيا وبولندا ولاتفيا. وسعى السويديون إلى مد نفوذهم من خلال إنشاء مستعمرة لزراعة التبغ وتجارة الفراء لإحاطة التجار الإنجليز والفرنسيين.
وتأسست شركة السويد الجنوبية عام 1626 بهدف تأسيس مستعمرات ما بين أراضي فلوريدا (تقع حالياً في الولايات المتحدة) ونيوفوندلاند (تقع في كندا) لأغراض التجارة ولا سيما على طول نهر ديلاوير. وتوزع سجل هذه الأراضي على حاملي أسهم سويديين وهولنديين وألمان بقيادة مشرفين من شركة السويد الجديدة وأبرزهم صوموئيل بلومارت. وموّلت الشركة أحد عشر بعثة توزعت على أربعة عشر رحلة منفصلة إلى ديلاوير (لم تنجوا منها رحلتان اثنان) خلال الفترة الممتدة من عام 1638 حتى 1655.
أبحرت أول بعثة سويدية إلى أمريكا الشمالية من ميناء مدينة غوتنبرغ الواقع على الساحل الغربي للسويد في أواخر عام 1637. ونظم البعثة كلاس فليمنغ وهو أدميرال سويدي من فنلندا. وساعد الفلمنكي صوموئيل بلومارت في عملية إكمال تشييد السفينة وعيّن بيتر مينويت (الحاكم السابق لأمستردام الجديدة) قائداً على البعثة. وأبحر أعضاء البعثة على متنِ سفينتين هما كالمار نيكيل وفوجل جريب باتجاه خليج ديلاوير والذي كان واقعاً ضمن المنطقة التي سيطر عليها الهولنديين متجاوزين رأس هنلوبين ورأس ماي خلال أواخر شهر مارس من عام 1638، وتوقفوا عند نقطة من النقاط الصخرية يوم 29 مارس عام 1638. وشيدوا حصناً سموه فورت كريستينا نسبةً لكرستينا ملكة السويد.
استقر في المنطقةِ خلال السنوات اللاحقة 600 سويدي وفنلندي وكان هؤلاء الفنلنديون ينتمون إلى فنلنديي الغابات من المناطق الوسطى في السويد. كما واستقر معهم من العاملين في الخدمة السويدية عدد من الهولنديين وبضعة ألمان ودنماركيين وما لا يقل عن إستوني واحد. أصبح بيتر مينويت أول حاكم لمستعمرة السويد الجديدة.
أرسى مينويت البعثة على الضفة الغربية لنهر ديلاوير وقاموا بجمع قادة القبائل المحلية، وعقدوا اجتماعاً مغلقاً في مقصورته على متن سفينة كالمار نيكيل، واستطاع مينويت اقناعهم بالتوقيع صكوك كان قد جهزها لحل أي خلافات مع الهولنديين. طالب السويديون باشتمال القسم الذين اشتروه على الأراضي الواقعة في الجزء الغربي من نهر الجنوب مباشرةً أسفل نهر سكولكيل وهي نفسها اليوم مدينة فيلاديلفيا والمناطق الجنوب شرقية من ولاية بنسلفانيا بالإضافة إلى ديلاوير وسواحل ولاية ميريلاند.
اعترض القائد الهولندي فيليم كيفت على وصول السويديين، ولكن مينويت تجاهله حيث كان على علمٍ بضعف القوة العسكرية الهولندية حينها. وأنهى مينويت تشييد فورت كريستينا عام 1638 ثم أبحر عائداً إلى ستوكهولم ليحضر مجموعة ثانية من المستوطنين. وتعمد المرور بالكاريبي لتحميل شحنة تبغ لكي يبيعها في أوروبا ويجني بعض الأمول لتمويل رحلته التالية. ولكن فارق مينويت الحياة خلال إعصار في سان كريستوفر بالكاريبي.
واستلم المهام الرسمية لمينويت الملازم مانز نيلسون كلينغ (وتم ترقيته إلى كابتن) إلى حين اختيار حاكم جديد يأتي من السويد بعد سنتين.
توسعت المستعمرة خلال عهد حاكمها يوهان بيورنشون برينتز على طول نهر ديلاوير ممتدةً من فورت كريستينا إلى نيا فورت إلفسبورغ التي كانت واقعة على الضفة الشرقية من النهر بالقرب من ما يُعرف حالياً بسالم في ولاية نيو جيرسي وصولاً إلى مقاطعة ديلاوير بولاية بنسيلفانيا وحتى جنوب غرب مدينة فيلاديلفيا.

## الحكام
عيَّن ملك السويد المستعمرين بصورةٍ مباشرة، وتبِع هذا التعيين تعليمات مكتوبة. خضعت السويد الجديدة تحت إدارة ستة حكام:
- بيتر مينويت، 29 مارس 1638 – 15 يونيو 1638 (رسمياً حتى 30 يناير 1640)
- مانز نيلسون كلينغ، 15 يونيو 1638 – 17 أبريل 1640 (كان نائب مينويت)
- بيتر هولاندر ريدر، 17 أبريل 1640 – 15 فبراير 1643
- يوهان بيورنشون برينتز، 15 فبراير 1643 - 31 أكتوبر 1653
- يوهان بابيغويا، 1 نوفمبر 1653 – 27 مايو 1654 (كان نائب برينتز)
- يوهان كلاسون رايسينغ، 27 مايو 1654 – 25 سبتمبر 1655

## وصلات خارجية
- موقع المتحف الأمريكي السويدي (بالإنجليزية)